# 傳說對決國際錦標賽
傳說對決國際錦標賽（英語：Arena of Valor International Championship，簡稱AIC），為傳說對決的國際賽事，於2017年開始舉辦，每年舉辦一次，原為亞洲區錦標賽，後改為世界錦標賽，首屆於韓國首爾舉辦；本賽事和AWC世界盃不同之處，是以賽區戰隊名義參賽。

## 歷屆相關
| 屆數 | 年份 | 時間                     | 口號                     | 美金（USD） |
| ---- | ---- | ------------------------ | ------------------------ | ----------- |
| 1    | 2017 | 2017.11.23 至 2017.11.26 | -                        | $500,000    |
| 2    | 2018 | 2018.11.23 至 2018.12.16 | Break the Boundary       | $600,000    |
| 3    | 2019 | 2019.11.05 至 2019.11.24 | Awaken your Ambition     | $500,000    |
| 4    | 2020 | 2020.11.19 至 2020.12.20 | Let Victory Make History | $500,000    |
| 5    | 2021 | 2021.11.27 至 2021.12.19 | Time Makes Heroes        | $1,000,000  |
| 6    | 2022 | 2022.06.16 至 2022.07.10 | New Rivals, New Honor    | $2,000,000  |
| 7    | 2023 | 2023.11.09 至 2023.12.24 | Mark Your Legacy         | $500,000    |
| 8    | 2024 | 2024.11.30 至 2024.12.29 | Bring It On              | $500,000    |

## 賽制

### 2017賽制
本屆賽事：5大賽區12支戰隊參加，分為預選賽、淘汰賽。
- 預選賽：由各賽區的亞軍戰隊和韓國（第二至第五名）戰隊參賽，分為A、B兩組，採BO3雙敗淘汰循環賽賽制，各組前兩名晉級八強賽。
- 淘汰賽：由各賽區的冠軍戰隊和預選賽前兩名戰隊參賽，分為八強賽、四強賽及冠軍賽。
  - 八強賽、四強賽：皆採單敗淘汰賽（BO3賽制）。
  - 冠軍賽：採BO7賽制。
- 表演賽，採BO3賽制，於11月26日（冠軍賽前）舉辦，賽事成績不列入計算。

### 2018賽制
本屆賽事：11大賽區的16支戰隊參加，分為預選賽、正賽。
- 預選賽：在越南胡志明市進行，採用單循環BO3賽制，由各地區的職業聯賽第二和第三名隊伍參賽，共有12支隊伍且分為四組，每組前兩名可晉級至小組賽，最後兩名則淘汰。
- 正賽：在泰國曼谷進行，分為小組賽、淘汰賽（八強賽、四強賽及總決賽）。
  - 小組賽：由各賽區的冠軍隊伍和預選賽前兩名戰隊參賽，分A、B、C、D四組，採BO3單循環賽制，各組前二名晉級八強賽。
  - 淘汰賽：分為八強賽、四強賽、總決賽。
    - 八強賽：採用BO5單淘汰賽制，勝者晉級、敗者淘汰。
    - 四強賽：採用BO5雙淘汰賽制，敗隊亦保有一線生機，有機會自敗部冒泡賽中復活繼續挑戰總冠軍。
    - 總決賽：由「勝部區決賽」勝者對決「四強-敗部區決賽」勝者，採用BO7賽制。

### 2019賽制
本屆賽事：9大賽區的12支戰隊參加，分為小組賽、淘汰賽。
- 小組賽：分A、B兩組，採取BO1雙循環賽制，前四名將晉級八強賽事。
- 淘汰賽：分為八強賽、四強賽、季軍賽及冠軍賽，皆採BO7單敗淘汰賽制。
- 1v1單挑賽：由各隊派出一名選手，展現個人對角色理解及單人操作技巧，分為小組賽、淘汰賽（八強賽、四強賽、總決賽）。
  - 小組賽：BO1單循環，各組前兩名可以晉級到半準決賽。
  - 淘汰賽：分為八強賽、四強賽、總決賽，皆為單敗淘汰賽制；八強賽為BO1賽制，四強賽、總決賽為BO3賽制。

### 2020賽制
本屆賽事：6大賽區的12支戰隊參加，分為小組賽、淘汰賽。
- 小組賽：分為A、B兩組，每組6支隊伍，採BO3賽制，各組積分前四名的隊伍晉級八強賽。
- 淘汰賽：分為八強賽、四強賽、總決賽，採「雙敗淘汰賽制」（全局BP），落敗隊伍將進入敗部組與其他敗方爭取最後的機會。
  - 八強賽第一輪、敗部組第一輪進行「BO5」對戰，後續為「BO7」對戰。
- 1v1單挑賽：由各隊派出一名選手，展現個人對角色理解及單人操作技巧，分為八強賽、四強賽、總決賽；皆採BO3單敗淘汰賽制。

### 2021賽制
本屆賽事：8大賽區的14支戰隊參加，分為小組賽、淘汰賽。
- 小組賽：分為A、B兩組，每組7支隊伍，採用BO2單循環賽制（全局BP），各組積分前四名的隊伍晉級八強賽。
  - 其中以2-0獲勝的隊伍可贏得3積分；以0-2落敗的隊伍無法獲得積分。至於以1-1平手的隊伍，雙方可獲得各1積分。
- 淘汰賽：分為八強賽、四強賽、總決賽，採「雙敗淘汰賽制」（全局BP），落敗隊伍將進入敗部組與其他敗方爭取最後的機會。
  - 八強賽第一輪、敗部組第一輪進行「BO5」對戰，後續為「BO7」對戰。
- 1v1單挑賽：由各隊派出一名選手，展現個人對角色理解及單人操作技巧，分為預賽、八強賽、四強賽、總決賽；皆採BO3單敗淘汰賽制。

### 2022賽制
本屆賽事：9大賽區的15支戰隊參加，分為小組賽、淘汰賽。
- 小組賽：分為A、B、C、D四組，每組3至4支隊伍，分為兩階段，皆為單循環積分賽制（全局BP）。
  - 第一階段：BO1方式，每組積分前三名晉級「第二階段」。
    - 積分計算方式如下：勝者隊伍獲得1點積分，敗方無法獲得積分。

  - 第二階段：BO2方式，且積分重新計算，每組積分前兩名晉級「淘汰賽」。
    - 積分計算方式如下：若比數為2比0：則勝隊獲得3點積分，敗方無法獲得積分；若比數為1比1平手，則兩隊各獲得1點積分。
- 淘汰賽：分為八強賽、四強賽、總決賽，採「雙敗淘汰賽制」（全局BP），落敗隊伍將進入敗部組與其他敗方爭取最後的機會。
  - 八強賽第一輪、敗部組第一輪進行「BO5」對戰，後續為「BO7」對戰。

### 2023賽制
本屆賽事：4大賽區18支戰隊參加，分為外卡選拔賽、正賽。
- 外卡選拔賽：由8支戰隊【GCS、RPL、AOG第四及第五名、ASL第二及第四名（第三名退出）隊伍】參加。
  - 採「雙敗淘汰賽制」（全局BP），第一、二輪為「BO3」對戰，後續為「BO5」對戰。
- 正賽：由12支戰隊（GCS、RPL和AOG的前三種子、ASL第一種子，外卡選拔賽前2名隊伍）參加，並分為小組賽、季後賽。
  - 小組賽：分為A、B兩組，每組6支隊伍，為BO3單循環積分賽制（全局BP），每組積分前四名晉級季後賽。
    - 積分計算方式如下：勝者隊伍獲得1點積分，敗方無法獲得積分。

  - 季後賽：分為八強賽、四強賽、總決賽，採「雙敗淘汰賽制」（全局BP），落敗隊伍將進入敗部組與其他敗方爭取最後的機會。
    - 八強賽第一輪進行「BO5」對戰，其餘皆為「BO7」對戰。

### 2024賽制
本屆賽事：4大賽區16支戰隊參加，分為1v1單挑賽、正賽（瑞士制循環賽、季後賽）。
- 1v1單挑賽：由參賽的16支隊伍以網路投票方式，選出各隊伍一位選手代表出賽，展現個人對角色理解及單人的操作技巧，分為首輪、八強賽、四強賽、總決賽；皆採BO3單敗淘汰賽制（使用1v1的地圖模式）。
  - 比賽規則：每場比賽為6分鐘；4分鐘後不得回城（可購買輔助裝，且可以使用補包）。
  - 獲勝條件：先拆掉敵方防禦塔的選手獲勝。
  - 6分鐘後若無防禦塔掉落則：
    - 以擊殺數較多的選手獲得該局勝利。
    - 擊殺數相同，則為經濟量高者的選手獲得該局勝利。
    - 擊殺數及經濟量皆相同，將以和局決定，並繼續完成BO3的賽事。
    - 若該BO3賽事中無法決定勝者，將加賽一局決勝負。

  - 選角規則：
    - 賽前雙方選手各盲選五名英雄，並賽前完成擲硬幣選邊。
    - 第一局隨機從A選手的英雄名單中挑選一位進行對戰，雙方使用同一英雄。
    - 第二局隨機從B選手的英雄名單中挑選一位進行對戰，雙方使用同一英雄，亦可能與上一局重複英雄。
    - 若進行至第三局，則從雙方剩下的英雄名單中隨機挑選一位進行對戰，雙方使用同一英雄，輸掉對局的選手，擁有下一局選邊權。
- 正賽：
  - 抽籤方式：
    - 瑞士制循環賽：
      - 初始抽籤（第一輪）：16支球隊分為2組，第一檔（包含GCS、RPL、AOG赛區的前2名和ASL第1名隊伍）、第二檔（包含GCS、RPL、AOG赛區的第3至第5名隊伍），且來自第一檔的隊伍將不會在第一輪中相遇。
      - 後續抽籤（第二輪至第五輪）：每輪瑞士制循環賽的最後一場賽事結束後，將對與參賽隊伍進行下一輪賽事的抽籤。

    - 淘汰賽：
      - 根據瑞士制循環賽階段的勝/負戰績，將隊伍被分成3個檔次。
      - 第一檔（戰績3勝0負的2支隊伍）、第二檔（戰績3勝1負的3支隊伍）、第三檔（戰績3勝2負的3支隊伍）。
      - 抽籤順序：第一檔的2支隊伍，並分別抽籤的分配位置為UQBF1-1和UBQF3-1；第三檔的3支隊伍中的其中2支隊伍將被分配抽籤至位置UQBF1-2和UBQF3-2，在第三檔的剩餘隊伍將轉入第二檔的隊伍中進行分配抽籤。

  - 瑞士制循環賽：總共分為5輪的瑞士賽制，並且獲勝3場可晉級季後賽，而落敗3場則淘汰。
    - 第一輪、第二輪（A、B）、第三輪（B）為「BO3」對戰。
    - 第三輪（A、C）、第四輪（A、B）、第五輪為「BO5」對戰。

  - 季後賽：八強賽、四強賽、準決暨總決賽。
    - 採「雙敗淘汰賽制」（全局BP），落敗隊伍將進入敗部組與其他敗方爭取晉級機會。
    - 八強賽第一階段進行「BO5」對戰，後續採「BO7」對戰。

## 歷屆決賽

### 決賽結果
| 屆數 | 年份 | 冠军 | 比分 | 比分 | 亚军 |
| ---- | ---- | ---- | ---- | ---- | ---- |
| 1    | 2017 | SMG  | 4    | 1    | GTV  |
| 2    | 2018 | JT   | 4    | 0    | FL   |
| 3    | 2019 | FL   | 4    | 1    | BRU  |
| 4    | 2020 | MAD  | 4    | 2    | SGP  |
| 5    | 2021 | BRU  | 4    | 3    | VGM  |
| 6    | 2022 | VGM  | 4    | 1    | ONE  |
| 7    | 2023 | TLN  | 4    | 2    | VCF  |
| 8    | 2024 | BAC  | 4    | 0    | BMG  |

### 決賽FMVP
| 屆數 | 隊員      | 隊伍                                       |
| ---- | --------- | ------------------------------------------ |
| 2    | Neil      | 【台港澳GCS賽區】 （J Team）               |
| 3    | XB        | 【越南AOG賽區】 （Team Flash）             |
| 4    | 03.22     | 【台港澳GCS賽區】 （MAD Team）             |
| 5    | NuNu      | 【泰國RPL賽區】 （Buriram United Esports） |
| 6    | Maris     | 【越南AOG賽區】 （V Gaming）               |
| 7    | Erez      | 【泰國RPL賽區】 （Talon Esports）          |
| 8    | Kimsensei | 【泰國RPL賽區】 （Bacon Time）             |

## 歷屆冠軍

### 奪冠次數
| 賽區    | 队伍 | 次數 | 年度   |
| ------- | ---- | ---- | ------ |
| GCS賽區 | SMG  | 1次  | 2017年 |
| GCS賽區 | JT   | 1次  | 2018年 |
| GCS賽區 | MAD  | 1次  | 2020年 |
| RPL賽區 | BRU  | 1次  | 2021年 |
| RPL賽區 | TLN  | 1次  | 2023年 |
| RPL賽區 | BAC  | 1次  | 2024年 |
| AOG賽區 | FL   | 1次  | 2019年 |
| AOG賽區 | VGM  | 1次  | 2022年 |

### 冠軍組合
| 赛季   | 冠军队伍 | 凱撒路  | 打野     | 中路      | 輔助   | 魔龍路  | 主教练   |
| ------ | -------- | ------- | -------- | --------- | ------ | ------- | -------- |
| 2017年 | SMG      | Liang   | Chichi   | Hanzo     | Genji  | Sirenia | CK       |
| 2018年 | JT       | Yuzon   | Neil     | Star      | Benny  | Winds   | Issac    |
| 2019年 | FL       | Gau     | ADC      | XB        | ProE   | Elly    | DatKoii  |
| 2020年 | MAD      | Yuzon   | Neil     | Fanta     | KuKu   | 03.22   | Rainer   |
| 2021年 | BRU      | Overfly | F1       | NuNu      | KSSA   | Difoxn  | Munez    |
| 2022年 | VGM      | BirdLB  | QuangHai | Maris     | Han    | HoangTD | NoFear   |
| 2023年 | TLN      | NTNz    | PogPog   | IPodPro   | Difoxn | Erez    | Mistgunz |
| 2024年 | BAC      | MarkKy  | Myra     | Kimsensei | TaoX   | Erez    | Artie    |

## 歷屆排名

### 錦標賽
| 屆數 | 年度   | 地點                                          | 四強         | 四強         | 四強                     | 四強                     |
| 屆數 | 年度   | 地點                                          | 冠軍         | 亞軍         | 季軍                     | 殿軍                     |
| ---- | ------ | --------------------------------------------- | ------------ | ------------ | ------------------------ | ------------------------ |
| 1    | 2017年 | 首爾                                          | SMG（ 臺灣） | GTV（ 越南） | ST（ 臺灣）、PA（ 越南） | ST（ 臺灣）、PA（ 越南） |
| 2    | 2018年 | 泰國曼谷（其餘賽事） · 越南胡志明市（預選賽） | JT（ 臺灣）  | FL（ 越南）  | AHQ（ ）                 | APR（ 泰國）             |
| 3    | 2019年 | 泰國曼谷                                      | FL（ 越南）  | BRU（ 泰國） | HKA（ 臺灣）             | IGP（ 越南）             |
| 4    | 2020年 | 線上對決                                      | MAD（ 臺灣） | SGP（ 越南） | FL（ 越南）              | BRU（ 泰國）             |
| 5    | 2021年 | 線上對決                                      | BRU（ 泰國） | VGM（ 越南） | HKA（ 臺灣）             | DTN（ 泰國）             |
| 6    | 2022年 | 線上對決 · 越南胡志明市（部分賽區）           | VGM（ 越南） | ONE（ 臺灣） | BRO（ 臺灣）             | BAC（ 泰國）             |
| 7    | 2023年 | 越南胡志明市（正賽） · 線上對決（外卡選拔賽） | TLN（ 泰國） | VCF（ 泰國） | FW（ 臺灣）              | HKA（ 臺灣）             |
| 8    | 2024年 | 越南胡志明市                                  | BAC（ 泰國） | BMG（ 臺灣） | FS（ 泰國）              | EA（ 泰國）              |

### 1v1單挑賽
| 年度   | 結果 | 結果   | 結果                   | 結果 |
| 年度   | 名次 | 隊員   | 隊伍                   | 賽區 |
| ------ | ---- | ------ | ---------------------- | ---- |
| 2019年 | 冠軍 | NuNu   | Buriram United Esports | 泰國 |
| 2019年 | 亞軍 | Vex    | Nova Esports           | 歐洲 |
| 2020年 | 冠軍 | Akashi | BOX Gaming             | 越南 |
| 2020年 | 亞軍 | Erez   | Talon Esports          | 泰國 |
| 2021年 | 冠軍 | Bang   | Saigon Phantom         | 越南 |
| 2021年 | 亞軍 | LunLun | One Team Esports       | 臺灣 |
| 2024年 | 冠軍 | NaiLiu | Flash Wolves           | 臺灣 |
| 2024年 | 亞軍 | Erez   | Bacon Time             | 泰國 |

## 外部連結
- Garena 傳說對決 Esports （页面存档备份，存于）
- 決戰韓國 國際大賽AIC正式公開 （页面存档备份，存于）
- 2019年AIC傳說對決國際錦標賽官方網站 （页面存档备份，存于）
- 2020年AIC傳說對決國際錦標賽官方網站 （页面存档备份，存于）
- 2021年AIC傳說對決國際錦標賽官方網站 （页面存档备份，存于）